# Pietro Gallocia
Pietro Gallocia (zm. 14 marca 1211 w Rzymie) — włoski kardynał.

## Życiorys
Pochodził z Rzymu. Był papieskim subdiakonem oraz gubernatorem Kampanii za pontyfikatu Aleksandra III. W 1188 papież Klemens III mianował go kardynałem, a w sierpniu 1190 promował do rangi biskupa Porto e Santa Rufina. Uczestniczył w papieskich elekcjach w 1191 i w styczniu 1198. Legat papieski w Konstantynopolu 1192. W 1204 w imieniu papieża Innocentego III konsekrował Piotra II na króla Aragonii. Kilkakrotnie był legatem w królestwie Sycylii.